# كمية مادة
كمية المادة ويرمز لها n، هي كمية فيزيائية تتناسب مع عدد الجسيمات الأولية الموجودة. وقد تُكَوِّنُ الجسيماتُ الأوليةُ ذراتٍ، أو جزيئاتٍ، أو أيوناتٍ، أو إلكتروناتٍ. وقد يشار إلى كمية المادة بالكمية الكيميائية.
كمية المادة هي كمية تقيس حجم جميع المكونات. تظهر في العلاقات الديناميكية الحرارية مثل قانون الغازات المثالية، وفي علاقات الاتحاد العنصري بين الجزيئات المتفاعلة كما في قانون النسب المتضاعفة (law of multiple proportions).
الوحدة الدولية لكمية المادة هي المول (mol). ويعرف بكمية المادة ذات عدد مكافئ من الجسيمات الأولية لعدد الذرات في 12 غرام من الكربون 12.
وهذا العدد مساوي لعدد أفوغادرو، NA، وله قيمة  مساوية 6.0221417930×1023 mol−1. الوحدة الأخرى المستخدمة في لكمية المادة هي باوند مول (lb-mol)، وتستخدم أحيانا في الهندسة الكيميائية في الولايات المتحدة.
1 lb-mol. ≡ 453.592 37 mol (هذه العلاقة صحيحة من تعريف الباوند).

## مصطلحات
عندما نورد كمية مادة ما، فإن من الضروري تحديد ماهية الجسيمات التي ندرسها (مالم يكن هناك أي التباس). مول واحد من الكلور قد يشير إلى ذرات الكلور (كما في 58.44 غرام من كلوريد الصوديوم) أو جزيئات الكلور (كما في 22.711 دسم³ من غاز الكلور في الشروط النظامية من الضغط ودرجة الحرارة). أبسط طريقة لتجنب الالتباس هي باستبدال مصطلح «مادة» باسم الجزيء أو بإيراد الصيغة المجملة. مثلا:
كمية من الكلوروفورم، CHCl3
كمية من الصوديوم، Na
كمية من تاهيدروجين (ذرات), H
n(C2H4)
يمكن اعتبار هذا تعريف تقني لكلمة «كمية».

## كميات مشتقة
عندما تصبح كمية المادة كمية مشتقة، فإنها تكون عادة قاسم لهذه الكمية: وتعرف هذه الكميات بالكميات المولية. فمثلا، تعرف الكمية التي تصف الحجم المشغول من قبل كمية محددة من المادة، بالحجم المولي، بينما الكمية التي تصف كتلة كمية محددة من المادة تسمى الكتلة المولية. يشار إلى الكميات المولية أحيانا بالرمز السفلي "m" اللاتيني ، مثلا، Cp,m، سعة حرارية مولية عند ضغط ثابت: وقد يهمل الرمز السفلي إذا غابت احتمالية الالتباس، كما هي الحالة في حالة الكيمياء النظرية.
الكمية المشتقة الأساسية التي دخلت فيها الكمية في البسط هي كمية تركيز المادة، C. وهذا الاسم هو اختصار لـتركيز الكمية، ماعدا في الكيمياء السريرية يكون تركيز المادة هو المصطلح المفضل  (لتجنب أي التباس ممكن مع تركيز الكتلة). ويعتبر اسم «التركيز المولي» غير صحيح عند استخدمه على وجه عام.